# Sentiadam
De Sentiadam is een stroomversnelling (soela) in de Gran Rio in Suriname. Het ligt stroomopwaarts ten opzichte van de Awaradam. Anders dan bij de Awaradam, waar overnacht kan worden in huisjes van METS, wordt tijdens expedities naar de Sentiadam overnacht in hangmatten.